# Naomi Shindō
Naomi Shindō (進藤 尚美?, Shindō Naomi; Kyoto, 9 novembre 1972) è una doppiatrice giapponese che lavora per Aoni Production.

## Ruoli interpretati

### Anime
- Ah! My Goddess (Shohei Yoshida)
- Beyblade (Kathy Glory)
- Binbou Shimai Monogatari (Echigoya Kinko)
- Bobobo-bo Bo-bobo  (Heppokomaru)
- Bokurano (Misumi Tanaka)
- Crush Gear Turbo (Kuroudo Marume)
- Darker than Black (Havoc)
- Dennō Coil (Aiko)
- Dragon Ball Super (Dercori, Maji Kayo)
- Fantastic Children (Conrad)
- Fairy Tail (Ikaruga)
- Gaiking Legend of Daiku-Maryu - (Naoto Hayami)
- Gear Fighter Dendoh (Hokuto Kusanagi)
- Gun Frontier (Katarina, Sanae)
- Idolmaster: XENOGLOSSIA (Chikako Minamoto)
- Kanokon (Tamamo)
- Kouchuu Ouja Mushiking Super Battle Movie: Yami no Kaizou Kouchuu - Popo
- Kyōkai no kanata - Ayaka Shindō
- Macross Zero (OVA) (Aries Turner)
- Majin Tantei Nogami Neuro (Haruka Katsuragi)
- Mobile Suit Gundam SEED (Cagalli Yula Athha, Eileen Canaver, Birdy (Torii))
- Mobile Suit Gundam SEED Destiny (Cagalli Yula Athha, Torii)
- Mai-HiME  (Shizuru Fujino)
- Mai-Otome (Shizuru Viola)
- My-Otome Zwei (Shizuru Viola)
- No Game No Life (Miko)
- One Piece (Kalifa, Domino)
- Parappa the Rapper (Dorothy)
- Pururun! Shizuku-Chan Aha! (Midoriko-san)
- Sonic X (Danny), (Lindsey Thorndyke), (Topaz)
- Sora Kake Girl (Nina Stratoski)
- Stellvia of the Universe (Leila Barthes)
- Chi ha bisogno di Tenchi? (Noike Kamiki Jurai)
- Valkyria Chronicles (Irene Ellet)

### Videogiochi
- Another Century's Episode 2 (Marina Carson)
- Another Century's Episode 3 (Marina Carson)
- Digimon Story: Cyber Sleuth (Arata Sanada (bambino))
- Dynasty Warriors Gundam Reborn (Cagalli Yula Athha)
- Fist of the North Star: Ken's Rage (Mamiya)
- Fist of the North Star: Ken's Rage 2 (Mamiya, Kenshiro (bambino))
- Fragile Dreams: Farewell Ruins of the Moon (Mama, serva 1)
- Gurumin: A Monstrous Adventure (Chucky, Pamela, Mosby)
- Kid Icarus: Uprising (Medusa)
- Mobile Suit Gundam SEED: Alliance vs. Z.A.F.T. (Cagalli Yula Athha)
- Mobile Suit Gundam SEED Battle Destiny (Cagalli Yula Athha)
- One Piece: Pirates' Carnival (Kalifa)
- Pokémon Masters EX (Astra)
- Reveal Fantasia: Mariel to Yōsei Monogatari (Coleen)
- Samurai Warriors (Ranmaru Mori)
- Samurai Warriors 2 (Ranmaru Mori, Ginchiyo Tachibana)
- Samurai Warriors 3 (Ranmaru Mori, Ginchiyo Tachibana)
- Samurai Warriors 4 (Ranmaru Mori, Ginchiyo Tachibana)
- Samurai Warriors: Spirit of Sanada (Ranmaru Mori, Ginchiyo Tachibana)
- Spartan: Total Warrior (Electra)
- Shin Megami Tensei: Digital Devil Saga 2 (Fred)
- Summon Night 3 (Will)
- Super Robot Wars Alpha 3 (Cagalli Yula Athha, Tori)
- Tales of Zestiria (Atakk, Forton)
- The Legend of Heroes: Trails from Zero (Sonya Balz)
- The Legend of Heroes: Trails to Azure (Sonya Balz)
- The Legend of Heroes: Trails of Cold Steel (Angelica Rogner)
- The Legend of Heroes: Trails of Cold Steel II (Angelica Rogner)
- The Legend of Heroes: Akatsuki no Kiseki (Angelica Rogner, Cedric Reise Arnor)
- The Legend of Heroes: Trails of Cold Steel III (Angelica Rogner, Cedric Reise Arnor)
- The Legend of Heroes: Trails of Cold Steel IV (Angelica Rogner, Cedric Reise Arnor)
- The Legend of Heroes: Trails into Reverie (Angelica Rogner, Sonya Balz, Cedric Reise Arnor)
- Tokimeki Memorial Girl's Side: 2nd Kiss (Tatsuko Todou)
- Valkyria Chronicles (Irene Ellet)
- Warriors Orochi (Ranmaru Mori, Ginchiyo Tachibana)
- Warriors Orochi 2 (Ranmaru Mori, Ginchiyo Tachibana)
- Warriors Orochi 3 (Ranmaru Mori, Ginchiyo Tachibana)
- Warriors Orochi 4 (Ranmaru Mori, Ginchiyo Tachibana)
- Xenosaga Episode I: Der Wille zur Macht (Juli Mizrahi)
- Xenosaga Episode II: Jenseits von Gut und Bose (Juli Mizrahi)
- Xenosaga Episode III: Also Sprach Zarathustra (Juli Mizrahi)
- Xenoblade Chronicles 2 (Dahlia)

### Ruoli di doppiaggio
- Thomas the Tank Engine and Friends (Jack the Front Loader)

## Discografia
| # | Canzone                                           | Pubblicata il | Informazioni sull'anime                                                                     |
| - | ------------------------------------------------- | ------------- | ------------------------------------------------------------------------------------------- |
| 1 | Katakoi Enka (片恋艶歌?)                          |               | Shizuru Fujino (My-HiME Character & Vocal Album - Hatsukoi Houteishiki ~ Dai 2 Gakushou CD) |
| 2 | Hana no Sakura (花の桜?)                          |               | Shizuru Fujino (My-HiME Drama CD)                                                           |
| 3 | Precious Rose (プレシャス ローズ Pureshasu Rozu?) |               | Cagalli Yula Athha (Gundam SEED Suit CD vol.2 ATHRUN x CAGALLI)                             |